# Блено-ле-Туль
Блено́-ле-Туль (фр. Blénod-lès-Toul) — коммуна во французском департаменте Мёрт и Мозель региона Лотарингия. Относится к  кантону Туль-Сюд.	

## География
Блено-ле-Туль расположен в 65 км к юго-западу от Меца и в 28 км к западу от Нанси. Находится в междуречье Мозеля и Мааса. Соседние коммуны: Шарм-ла-Кот и Мон-ле-Виньобль на севере,  Жи на северо-востоке, Мутро на востоке, Крезий на юго-востоке, Бюллиньи на юге.
Коммуна находится недалеко от точки, где сходятся границы трёх департаментов Лотарингии: Мёрта и Мозеля, Мёза и Вогезов.

## История
- Король франков Дагоберт I отдал деревню в VII веке епископу Туля.

## Демография
Население коммуны на 2010 год составляло 1042 человека.
| 1962 | 1968 | 1975 | 1982 | 1990 | 1999 | 2010 |
| ---- | ---- | ---- | ---- | ---- | ---- | ---- |
| 876  | 818  | 826  | 798  | 906  | 958  | 1042 |

## Достопримечательности
- Церковь Сен-Медар, укреплённая в 1506-1512 годах, является памятником истории. В церкви находится гробница 74-го епископа Туля Юга дез Азара, основателя церкви.